# Placówka Straży Granicznej I linii „Chachalnia”

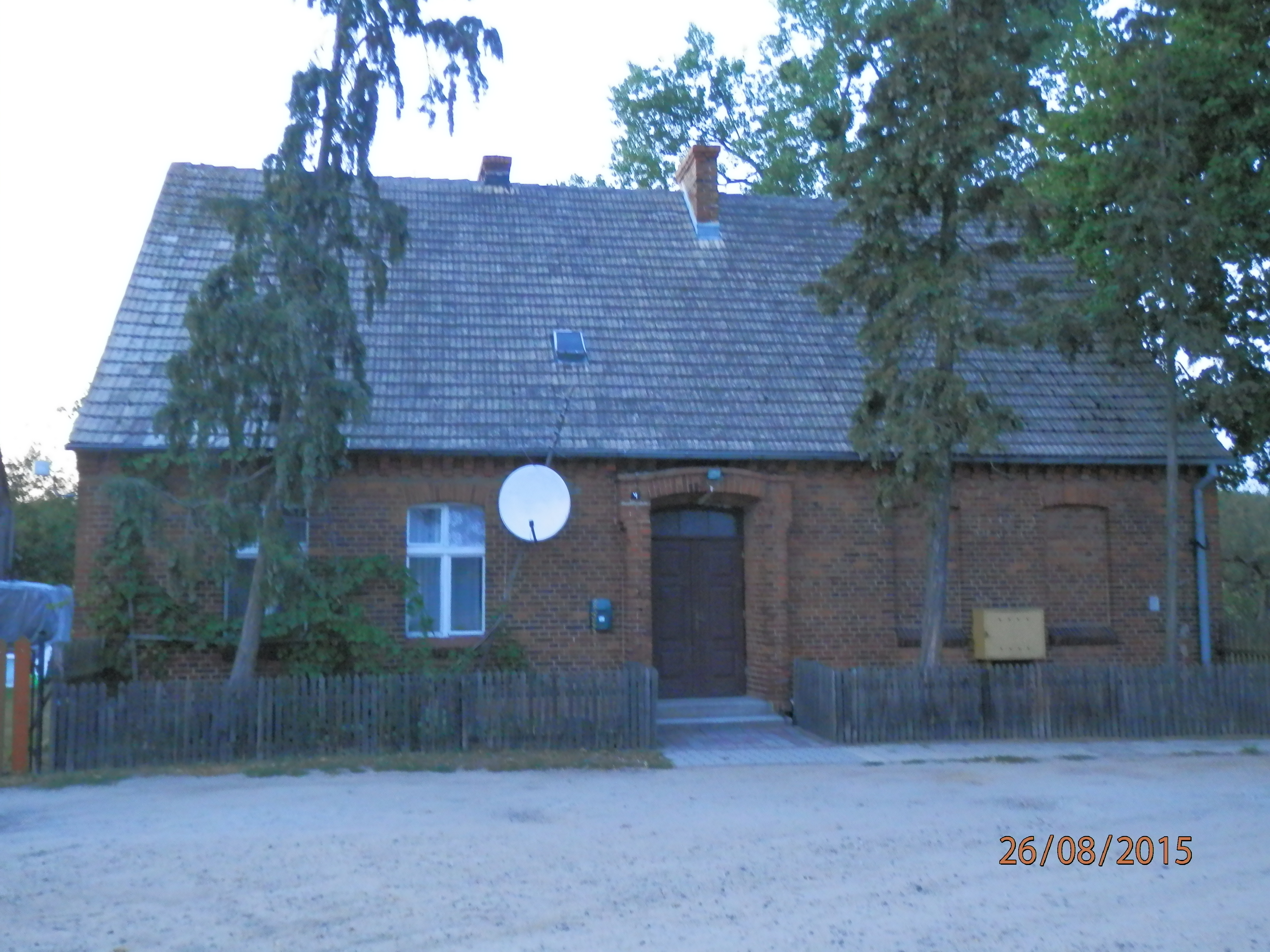
Budynek placówki SG „Chachalnia”.

Placówka Straży Granicznej I linii „Chachalnia” – jednostka organizacyjna Straży Granicznej pełniąca służbę ochronną na granicy polsko-niemieckiej w okresie międzywojennym.

## Geneza
Na wniosek Ministerstwa Skarbu, uchwałą z 10 marca 1920 roku, powołano do życia Straż Celną. Od połowy 1921 roku jednostki Straży Celnej rozpoczęły przejmowanie odcinków granicy od pododdziałów Batalionów Celnych. Proces tworzenia Straży Celnej trwał do końca 1922 roku. Placówka Straży Celnej „Chachalnia” weszła w podporządkowanie komisariatu Straży Celnej „Zduny” z Inspektoratu SC „Ostrów”.

## Formowanie i zmiany organizacyjne
Rozporządzeniem Prezydenta Rzeczypospolitej Polskiej Ignacego Mościckiego z 22 marca 1928 roku, do ochrony północnej, zachodniej i południowej granicy państwa, a w szczególności do ich ochrony celnej, powoływano z dniem 2 kwietnia 1928 roku  Straż Graniczną.
Kronika Inspektoratu Granicznego „Ostrów” opisując organizację komisariatu Straży Granicznej „Krotoszyn” w grudniu 1932, jako jedną z jego placówek wymienia placówkę Straży Granicznej I linii „Chachalnia”

## Służba graniczna
Rozkazem organizacyjnym nr 5 z 15 lutego 1930 roku (czyim?) zostały określone granice placówki. Ochraniała ona 3 981,3 m granicy od kamienia granicznego J 241 do J 259. Placówka posiadała punkt obserwacyjny na południowym skraju lasku leżącego na południe od cmentarza w Chachalni. Widoczność na przedpole obejmowała północny skraj miejscowości Ujazd.

Sąsiednie placówki:
- placówka Straży Granicznej I linii „Zduny” ⇔ placówka Straży Granicznej I linii „Sulmierzyce” − 1928

## Kierownicy/dowódcy placówki
- starszy strażnik Józef Lukowiak[9]